# Grand menhir de la Garde
Le Grand menhir de la Garde, appelé aussi Grande pierre du logis de la Garde ou La pierre à vinaigre est un menhir situé à Cholet (Maine-et-Loire).

## Historique
Initialement le menhir se dressait au sud-ouest de Cholet, dans le fossé au bord de la route de Maulévrier, à 70 m avant la ferme de la Garde. Sur une gravure de Millet de la Turtaudière datée de 1865, le menhir se dresse encore à la verticale mais son affaissement progressif vers la route nécessita de l'éclairer la nuit puis il fut décidé de le déplacer. Il fut ainsi transporté dans le jardin du Mail en 1888 sur un chariot spécial venu de Nantes et attelé de seize bœufs, ce qui représente un transport de 30 tonnes sur 5 km.
À environ 300 m au sud-ouest de cet emplacement original, un second menhir, le petit menhir du Champ de la Garde, est lui demeuré en place.

## Description

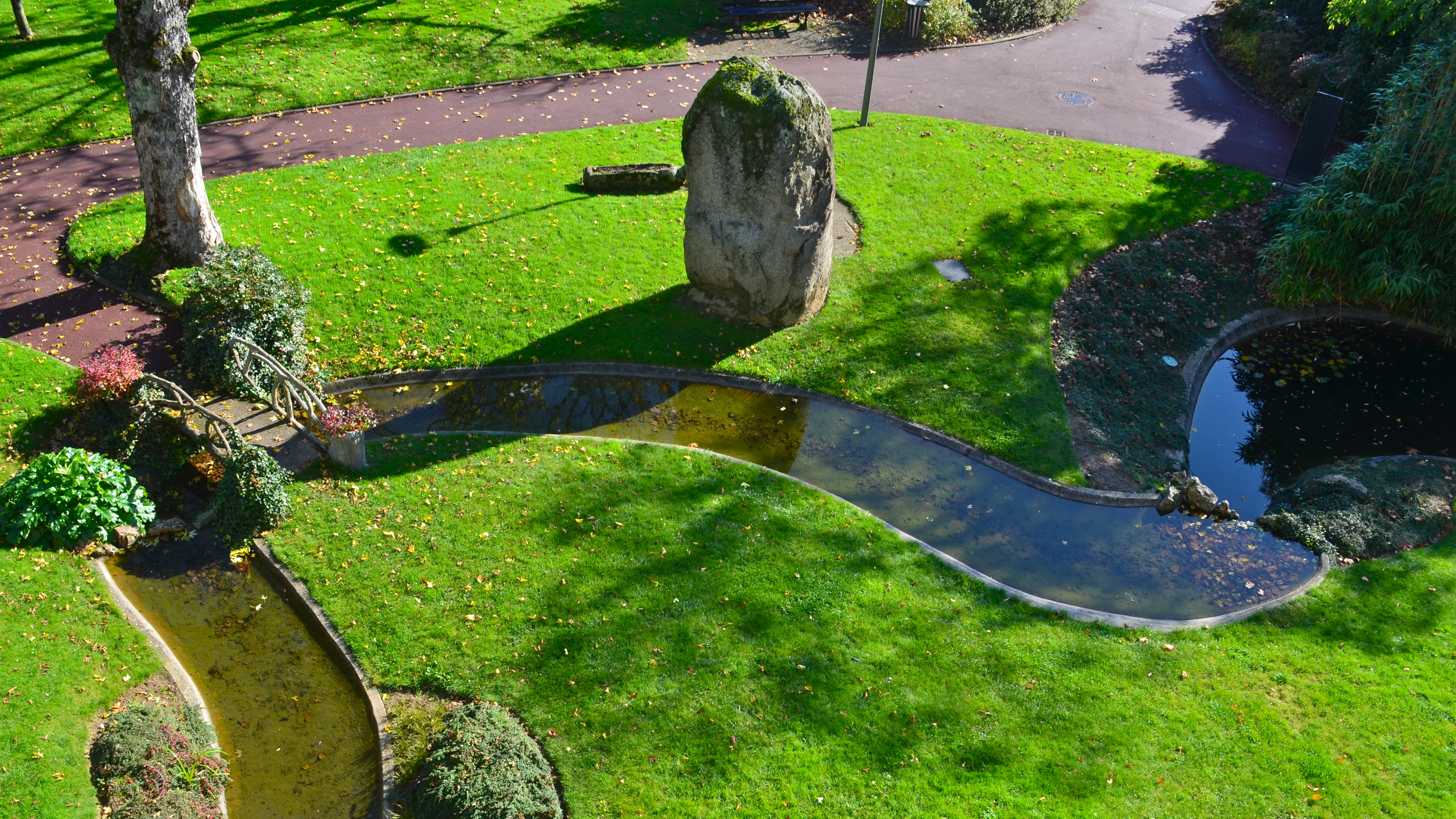
Vue depuis les remparts.

Le menhir est un prisme en granit local, dit granit des Aubiers, à section presque carrée à angles et sommets arrondis, d'une hauteur de 3,60 m dont 70 cm enterrés. Lors de sa réinstallation au pied des remparts de Cholet, son orientation initiale n'a pas été respectée. La face qui comporte alors une petite niche et une plaque est à l'origine la face nord-est. Cette petite niche est creusée en 1851 sur les indications de l'abbé Rousselot, vicaire de Saint-Pierre qui y installe une statuette de la Vierge, tournée vers la route, désormais disparue.
Son nom de Pierre à vinaigre viendrait de l'habitude qui était prise de faire des libations de vin sur la pierre. À cette occasion, une plaisanterie consistait à écraser le nez d'une victime sur la pierre pour lui faire sentir l'odeur du vinaigre. Cette tradition est établie en bien d'autres points de France.